# Eparchia di Kasimov

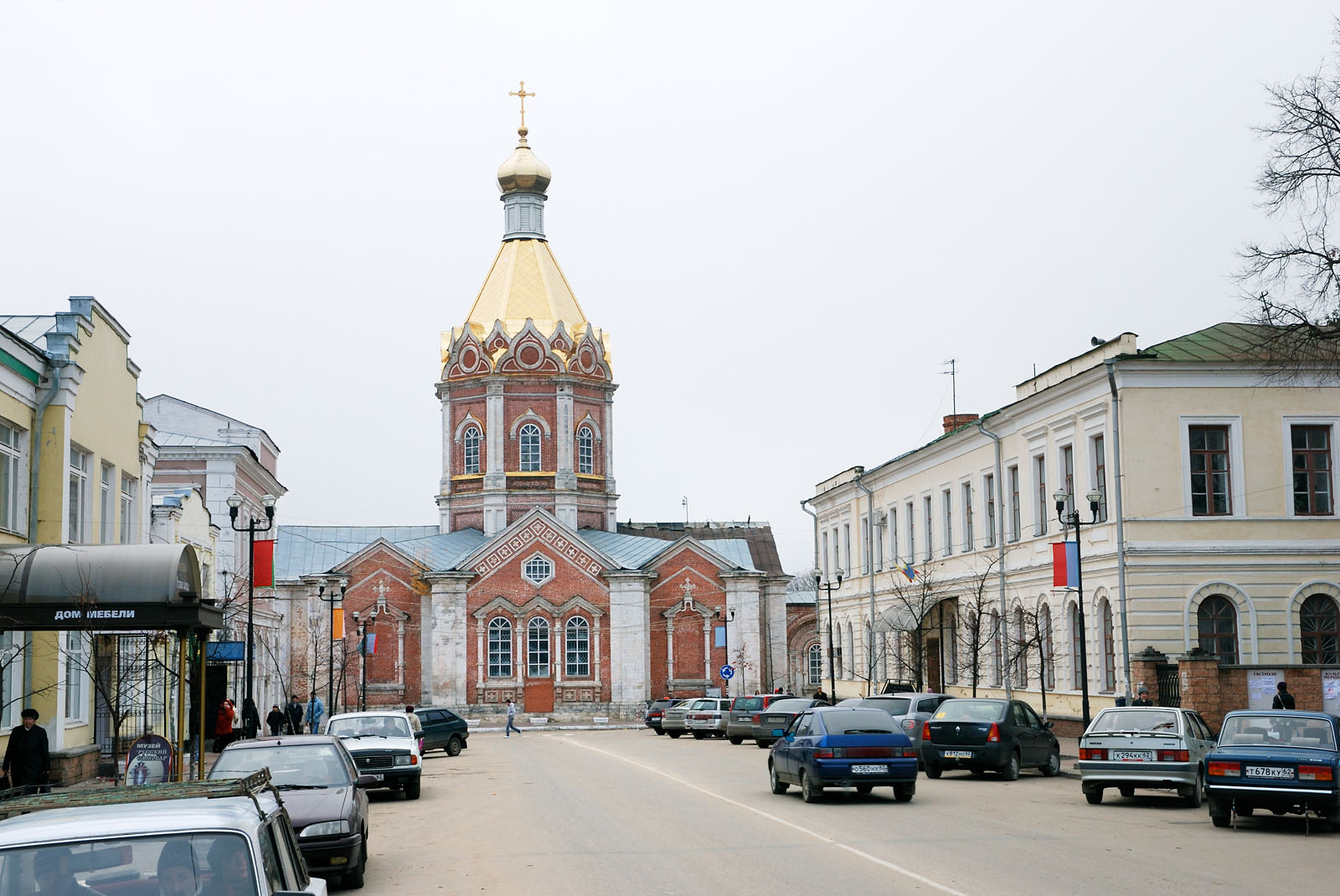
La cattedrale dell'Ascensione a Kasimov.

L'eparchia di Kasimov (in russo Касимовская епархия?) è una diocesi della Chiesa ortodossa russa, appartenente alla metropolia di Rjazan'.

## Territorio
L'eparchia comprende le città di Kasimov, Spas-Klepiki, Sasovo; i rajon Ermišskij, Kadomskij, Kasimovskij, Klepikovskij, Pitelinskij, Sasovskij, Čučkovskij, Šilovskij; e gli insediamenti di tipo urbano di Ermiš', Kadom, Pitelino, Čučkovo e Šilovo nell'oblast' di Rjazan' nel circondario federale centrale.
Sede eparchiale è la città di Kasimov, dove si trova la cattedrale dell'Ascensione.
L'eparca ha il titolo ufficiale di «eparca di Kasimov e di Sasovo».

## Storia
L'eparchia è stata eretta dal Santo Sinodo della Chiesa ortodossa russa il 5 ottobre 2011 ricavandone il territorio dall'eparchia di Rjazan', e contestualmente è entrata a far parte della metropolia di Rjazan'.